# Valle Hermoso (Texas)
Valle Hermoso es un lugar designado por el censo ubicado en el condado de Starr en el estado estadounidense de Texas. En el Censo de 2010 tenía una población de 0 habitantes y una densidad poblacional de 0 personas por km².

## Geografía
Valle Hermoso se encuentra ubicado en las coordenadas 26°22′56″N 98°47′14″O / 26.38222, -98.78722. Según la Oficina del Censo de los Estados Unidos, Valle Hermoso tiene una superficie total de 1.41 km², de la cual 1.41 km² corresponden a tierra firme y (0%) 0 km² es agua.

## Demografía
Según el censo de 2010, había 0 personas residiendo en Valle Hermoso. La densidad de población era de 0 hab./km². De los 0 habitantes, Valle Hermoso estaba compuesto por el 0% blancos, el 0% eran afroamericanos, el 0% eran amerindios, el 0% eran asiáticos, el 0% eran isleños del Pacífico, el 0% eran de otras razas y el 0% pertenecían a dos o más razas. Del total de la población el 0% eran hispanos o latinos de cualquier raza.